# ウェストランド ウェルキン
ウェストランド ウェルキン
- 分類：戦闘機
- 製造者：ウェストランド・エアクラフト社
- 運用者： イギリス（イギリス空軍）
- 初飛行：1942年11月1日
- 生産数：77機
- 運用開始：1944年5月

ウェストランド ウェルキン (Welkin) はイギリスのウェストランド・エアクラフト社で開発、製造された双発戦闘機である。イギリス初の高高度戦闘機だっただけに、実験的性格が強くトラブルも多発し少数の生産で打ち切りとなった。
スペックを一覧すれば分かるように非常に長大な主翼を持ち、与圧キャビンも強力なものであった。70機生産されたがドイツ機の高高度空襲のおそれがなくなったこともあり、ほとんどすべてが実験機として使用されていたという説もある。

## 概要
ドイツ空軍の高高度からの来襲に対抗する為に1940年7月にイギリス空軍から出された高高度戦闘機の仕様に従って、ウェストランド社が開発したのがウェルキンである。当初の要求は高度13,000mで最高速度720km/hという過酷なものだったが、途中から要求性能が緩和されたこともあって開発は順調に進み、試作機は1942年11月に初飛行した。
尾翼やラジエーターの配置等の機体の構成はウェストランド社の前作のウェストランド ホワールウィンド戦闘機に似ているが、縦横比の非常に大きな主翼を持ち高度13,000mでも操縦可能な与圧コックピットを有していた。同じ仕様で開発されていたヴィッカース社の試作機（「ヴィッカース 432」）との競作となったが本機が採用されることとなり、1943年には量産第1号機が納入された。
しかし、この頃になるとドイツ空軍による高高度爆撃等の恐れは非常に薄くなってきたため、高高度戦闘機の必要性も薄れてきた。加えてマーリンエンジンが高空では不調だった上に、迎撃戦闘機として使用するには機体の運動性が劣悪だった。これらのことからウェルキン(量産型)は67機で生産が打ち切られ、生産された機体は部隊配属されずに実験機として少数が利用されるに留まった。組み立て中の機体はスクラップとなった。
なお、組み立て途中だった1機を改造して複座の夜間戦闘機としたのがウェルキン NF.2である。1944年10月に完成したが、性能が元のウェルキンより劣る上にモスキートの夜間戦闘機型がそれ以上の性能を示していた為、この1機だけの試作で終わった。

## スペック
- 全長：12.68 m
- 全幅：21.35 m
- 全高：4.80 m
- 全備重量：7,875 kg
- エンジン：ロールス・ロイス マーリン 76/77 液冷12気筒 1,250 hp×2
- 最大速度：637 km/h
- 実用上限高度：13,400 m
- 武装
  - イスパノ・スイザ20mm機関砲×4
- 乗員 1名